# Johanna Ölander
Johanna Maria Ölander, född Nordblom 23 maj 1827 i Klara församling, Stockholm, död 16 juli 1909 i Hedvig Eleonora församling i Stockholm, var en svensk viskompositör. Hon har bland annat skrivit melodin till Julpolska ("Nu ha vi ljus, här i vårt hus").

## Biografi
Johanna Ölander föddes 23 maj 1827 i Klara församling, Stockholm. Hon var dotter till musikdirektören Johan Erik Nordblom och Sofia Catharina Horner. Hon gifte sig med Per August Ölander.